# Malí zelení mužíčci

Ilustrace

MZM – malí zelení mužíčci je termín, vycházející z anglického LGM – Little Green Men. Jde o jiné označení pro mimozemšťany, vycházející ze steretypického zobrazování mimozemšťanů v populární kultuře v podobě malých zelených mužíčků, někdy s anténkami, zmateně pobíhajících kolem létajícího talíře. V české kultuře lze toto vyobrazení nalézt například v komiksovém seriálu Zelený Raoul.

## Galerie

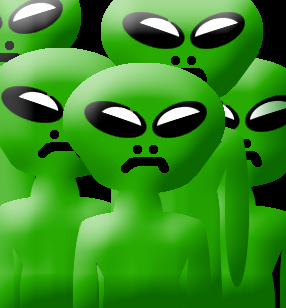
Ilustrační obrázek vytvořený v Adobe Photoshopu